# 埃里克·比埃
埃里克·比埃（挪威語：Eirik Bye，1995年9月19日—），挪威男子越野滑雪运动员。他曾代表挪威参加2014年和2018年冬季残疾人奥林匹克运动会越野滑雪比赛，获得一枚银牌和二枚铜牌。